# Oscar Araripe
Oscar Araripe (Rio de Janeiro, 19 de julho de 1941) é um escritor e pintor brasileiro.

## Biografia

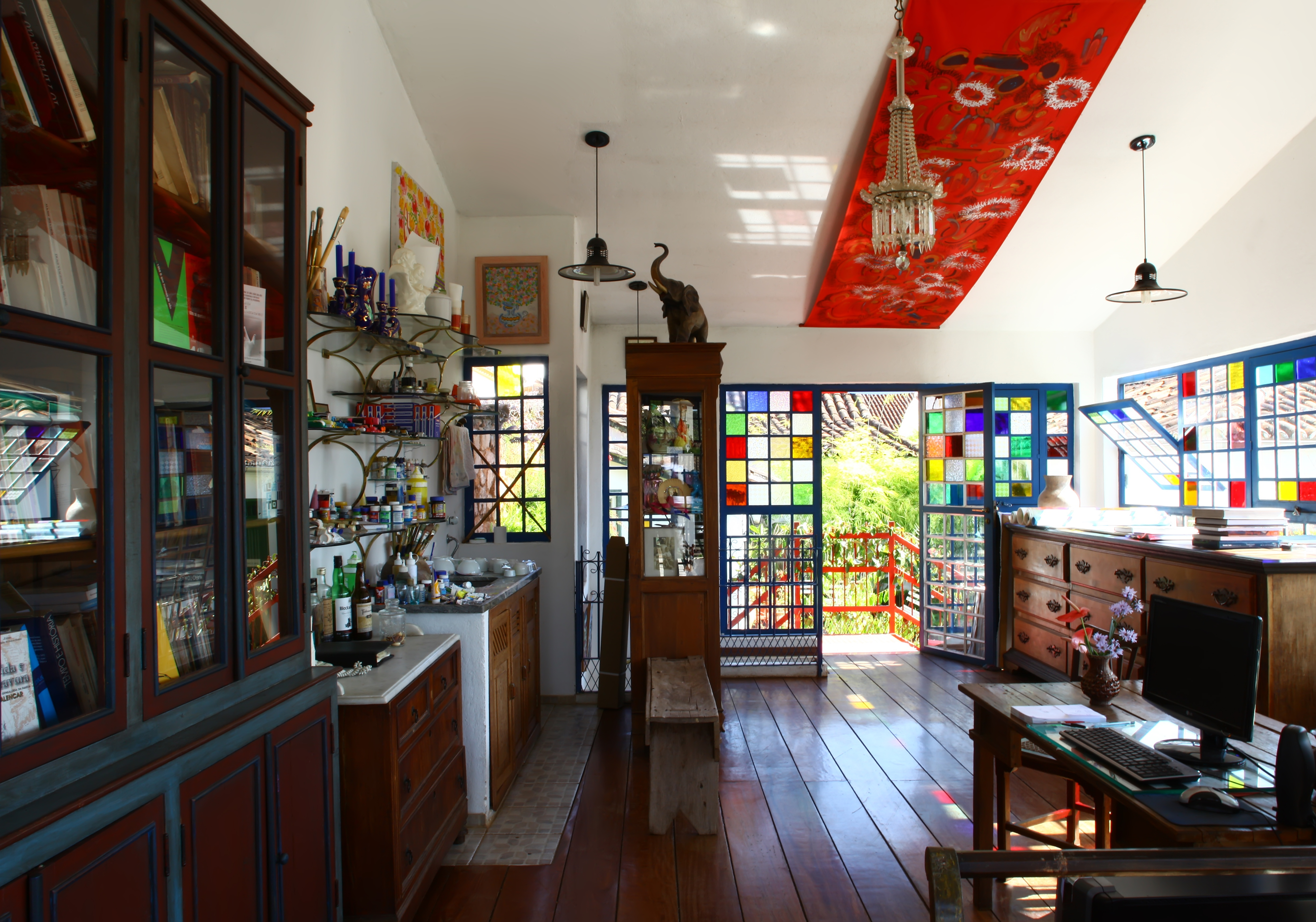
Estúdio de Oscar Araripe na cidade de Tiradentes.

Bacharelou-se em Ciências Jurídicas e Sociais em 1968 pela Faculdade Nacional de Direito da Universidade Federal do Rio de Janeiro, foi eleito para o Centro Acadêmico Cândido de Oliveira (CACO), e militou no movimento esquerdista Ação Popular (AP). Foi anistiado pelo governo brasileiro em 2012 pelas punições sofridas na Ditadura Militar de 1964. Foi jornalista cultural no Correio da Manhã, Jornal do Brasil e Última Hora. Escreveu China, o Pragmatismo Possível em 1974 e editou, com o arte-educador Augusto Rodrigues, o jornal Arte & Educação. Autor da trilogia literária Maria, Marta e Eu, sua obra foi analisada pelo crítico literário e diplomata Antônio Houaiss, pelo crítico e acadêmico Eduardo Portella, pelo crítico e poeta José Paulo Moreira da Fonseca e pelo escritor Márcio Souza.
Pintor paisagista, marinista, realista e subjetivo, Oscar Araripe possui vasta obra, em fase de catalogação pela Fundação que leva seu nome, sediada em Tiradentes, MG, onde também possui galeria pessoal. Na pintura introduziu a vela náutica (dracon poliester) como suporte (1984), o "filme laser" (como substituto do papel vegetal) e desenvolveu técnicas próprias, como as transparências obtidas pelas pinturas por trás dos suportes. Tais inovações permitiram-lhe expor grandes telas ao ar-livre permanentemente com estruturas de ferro como moldura. Sua obra Extinção Nunca Mais, exposta durante a Eco-92, no Jardim Botânico do Rio de Janeiro, teve um público estimado de dois milhões.

### Vida pessoal
É casado com Cidinha Ribeiro de Alencar Araripe, advogada, natural da cidade mineira de Catas Altas, e mãe dos gêmeos Octávio e Victtoria de Alencar Araripe.

## Obra
Sua obra de pintura e desenho mereceu a atenção da crítica de Frederico de Moraes, Milton Ribeiro, Jean Boghici, Sérgio Rouanet, Luiz Galdino, Antônio Houaiss, Mário Margutti, Fernando Lemos, Tertuliano dos Passos, Marylka Mendes, Oscar D'Ambrosio, José Roberto Teixeira Leite, Pierre Santos, Wilson Lima, Jacob Klintowitz e Gustavo Praça.
Em sua obra, se destacam Pilares, de 1200 imagens; seus bico-de-pena sobre Tiradentes, Ouro Preto, Bahia e Ceará; seus eróticos; e seus Jarros de Flores. Realizou quase uma centena de exposições, majoritariamente individuais, no Rio, em Minas, na Bahia, em Brasília, no Ceará, em São Paulo. Expôs também fora do Brasil, nos Estados Unidos, China, França, Espanha, Eslovênia, Grécia, Cuba, México e Reino Unido. Retratou três heróis brasileiros: Tiradentes, Bárbara de Alencar e Tristão Araripe.

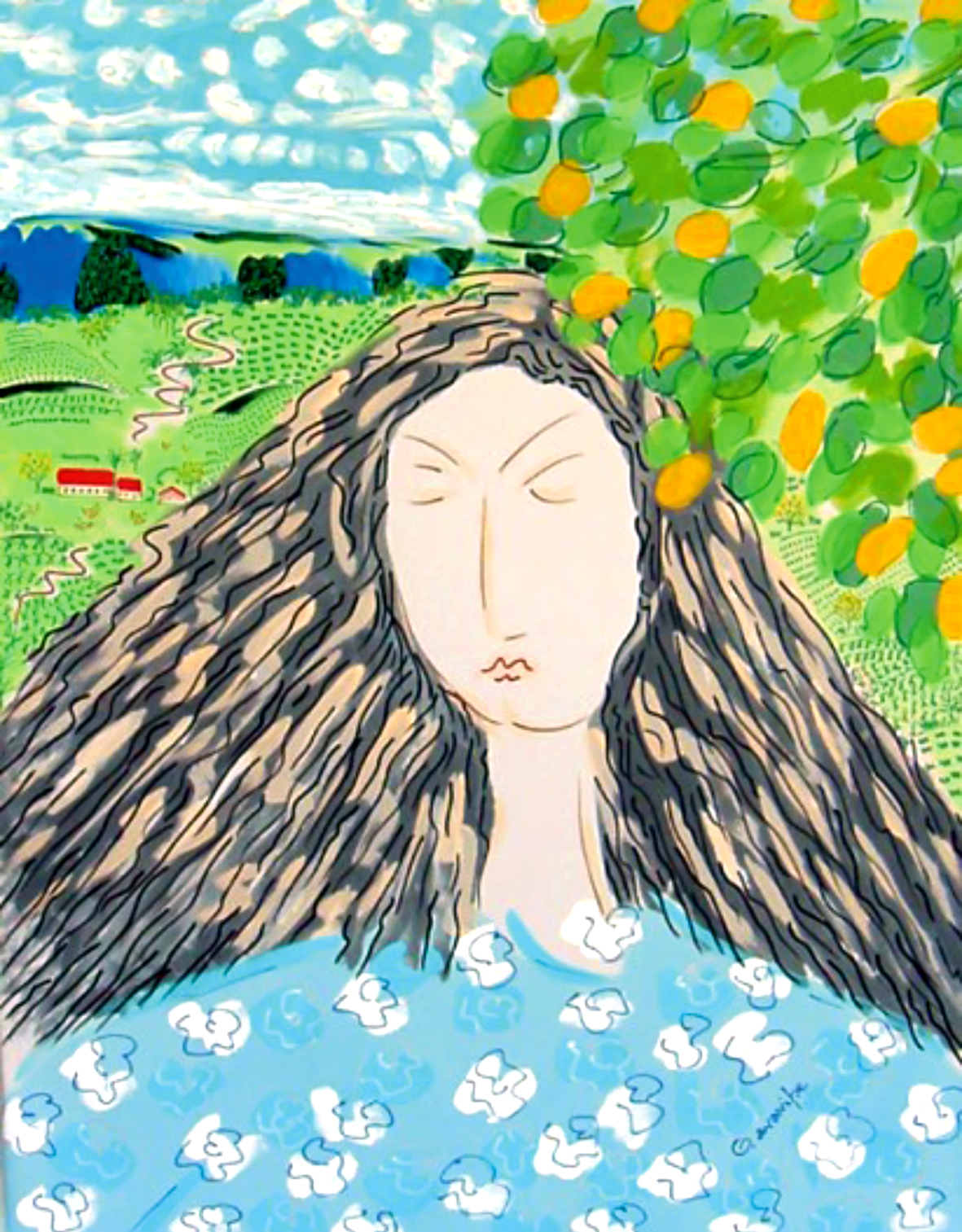
Obra Barbara de Alencar de Oscar Araripe

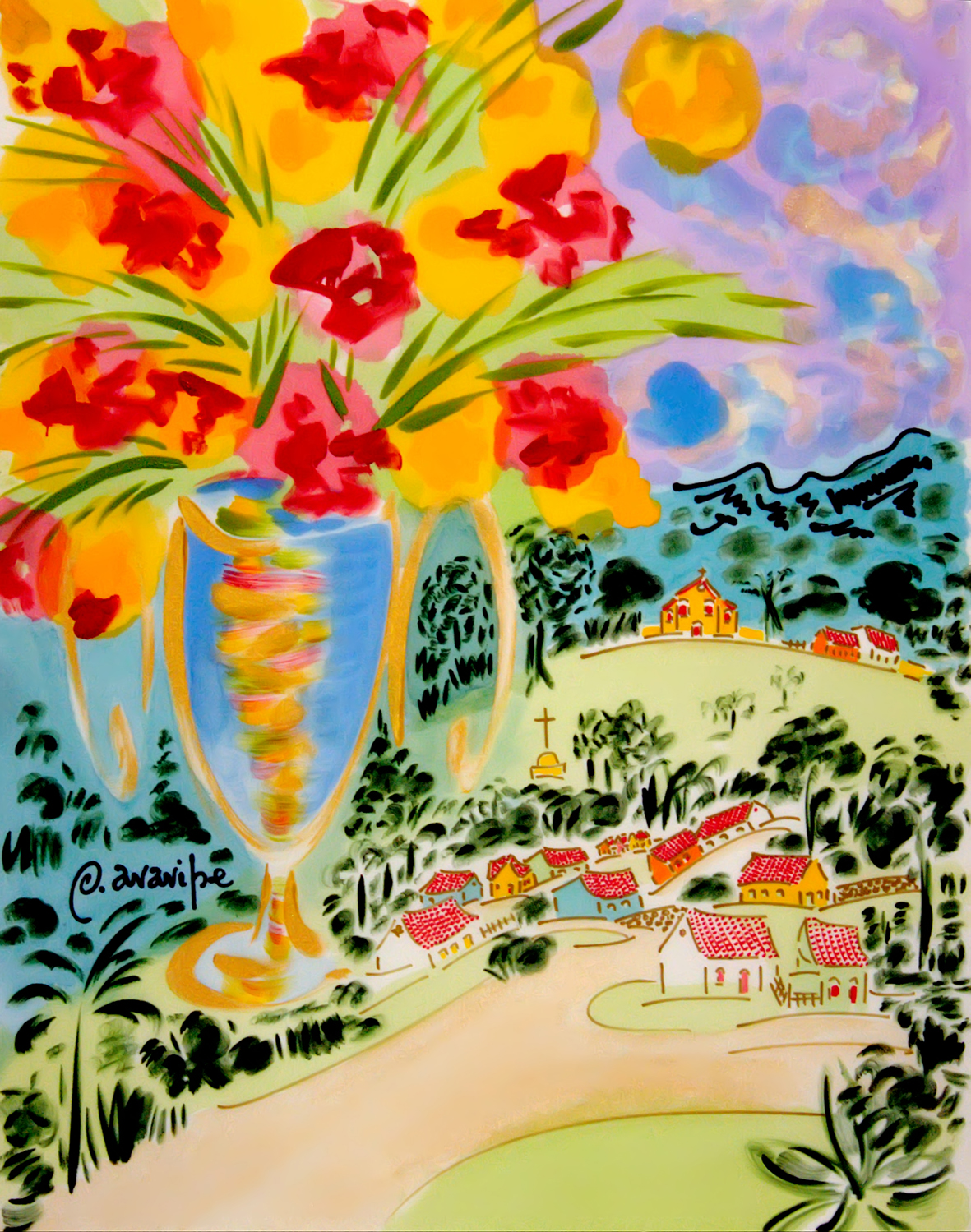
Tela de Oscar Araripe.

## Prêmios e homenagens
Medalha da Comenda Lyda Monteiro da Silva / CAA Vanguarda (OAB-MG (2017)
| - Cidadão Honorário de Minas Gerais / Assembleia Legislativa de Minas Gerais (2017). - Medalha de Ouro na Olympic Fine Arts / Londres / Reino Unido (2012 - Medalha de Ouro da Arts, Sciences et Lettres / Société académique Arts-Sciences-Lettres França (2014). - Medalha Pedro Ernesto / Câmara Municipal do Rio de Janeiro/ Conjunto da Obra (2014). - Medalha Tiradentes / Assembleia Legislativa do Estado do Rio de Janeiro (2015) - Medalha da Resistência Cidadã / Associação de Antigos Alunos da Faculdade Nacional de Direito (Alumni /FND (2015) - Diploma de Conselheiro Emérito / Conselho de Minerva da Universidade do Brasil (2015) | - Medalha da Cidadania e da Liberdade / Comenda da Liberdade / Fazenda do Pombal, MG (2011) - Cidadão Honorário de Tiradentes / Câmara Municipal de Tiradentes, MG (2008) - Cidadão Honorário de São João Del Rei / Câmara Municipal de São João Del Rei (2006) - Medalha da Comenda Lyda Monteiro da Silva / CAA Vanguarda (OAB-MG (2017) - Cidadão Honorário de Ouro Preto / 2017 - Prêmio de Aquisição / Flores / Olympic Fine Arts, Londres / Barbican Centre / (2012) - Prêmio de Aquisição / Flores / Bienal das Artes / Brasília, DF. - Prêmio de Aquisição / Flores com Borboletas / Aomei Fine Arts Exhibition (Museu Histórico Nacional, Rio de Janeiro, RJ (2017) |